# Pia Giancaro
Pia Giancaro (eigentlich Maria Pia Giamporcaro; * 12. März 1950 in Palermo) ist eine italienische Schauspielerin.

## Leben
Giancaro wurde als Tochter eines sizilianischen Eisenbahnarbeiters und einer slawischen Mutter gelangte als Miss Sizilien ins Finale der Wahlen zur Miss Italia 1968. Die angehende Lehrerin hatte ihren ersten Fernsehauftritt in der Quizshow A che gioco giochiamo? und debütierte 1970 beim Film. Dort wurde die großgewachsene, blonde Darstellerin meist auf ihre körperlichen Vorzüge reduziert und in Komödien und Genrefilmen eingesetzt. Daneben spielte sie auch in Fotoromanen.
Zuletzt sah man Giancaro im Jahr 2010, als sie Lady Cavendish im Film The Unseen World verkörperte. Sie trat auch unter den Künstlernamen Maria Pia Giancaro und Maria Pia Ruspoli in Erscheinung.
Giancaro ist seit Oktober 1983 mit dem römischen Adligen Lillio Sforza Marescotto Ruspoli verheiratet; das Paar hat eine gemeinsame Tochter, Giacinta Ruspoli.

## Filmografie
- 1971: Roma bene – Liebe und Sex in Rom (Roma bene)
- 1971: Als die Frauen das Bett erfanden (Quando gli uomini armarono la clava e… con le donne fecero din-don)
- 1971: Homo Eroticus
- 1971: Sabata kehrt zurück (È tornato Sabata… hai chiuso un'altra volta!)
- 1971: Il furto è l'anima del commercio?!…
- 1971: Unerbittlich bis ins Grab (Se t'incontro t'ammazzo)
- 1972: Le mille e una notte all'italiana
- 1972: Die rote Dame (La dama rossa uccide sette volte)
- 1972: Boccaccio (Boccaccio)
- 1973: Die gnadenlose Hand des Gesetzes (La mano spietata della legge)
- 1973: Mamma… li turchi!
- 1973: Quando i califfi avevano le corna
- 1974: Il romanzo di un giovane povero
- 1975: Blutige Magie (Malocchio)
- 1976: Geometra Primetti selvaggiamente Osvaldo
- 1977: L'amantide
- 2003: Tosca e altre due
- 2010: The Unseen World